# WR 2
Désignations
WR 2 est une étoile Wolf-Rayet distante d'environ ∼ 8 000 a.l. (∼ 2 450 pc) de la Terre dans la constellation de Cassiopée. Elle est plus petite que le Soleil, mais en raison de sa température de surface de plus de 140 000 K est elle 282 000 fois plus lumineuse que lui.
WR 2 est considérée comme faisant partie de la séquence des étoiles WR caractérisées par des raies de l'azote (N) ionisé, mais elle ne montre pas du tout les raies de N III, N IV, N V et de He I. Son spectre électromagnétique est dominé par des raies d'émission larges et arrondies du He II, ce qui lui donne une classification spectrale WN2-b (« b » pour broad, c'est-à-dire large). Les études modernes lui attribuent plutôt le type spectral WN2-w (« w » pour weak, c'est-à-dire faible), en raison de la force relative du continuum et de l'absence de raies d'émission extrêmement intenses. Il s'agit de la seule étoile galactique de type WN2 connue. Les étoiles Wolf-Rayet avec des raies d'émissions faiblement marquées possèdent souvent des compagnons chauds et lumineux, qui diluent l'émission. WR 2 possède certes un compagnon, mais il est bien plus faible que l'étoile primaire et il semble ne pas être en mesure d'expliquer le spectre d'émission faiblement marqué que l'on observe.
WR 2 est l'étoile de type WN la plus petite et la plus chaude connue de la Voie lactée. Ses raies d'émission inhabituellement larges et arrondies semblent s'expliquer par sa rotation extrêmement rapide, bien que sa vitesse de rotation exacte ne soit pas connue. Les estimations vont de 500 km/s jusqu'à quasiment la vitesse critique au-delà de laquelle l'étoile se désintégrerait, soit environ 1 900 km/s,,. Sa température élevée génère également un vent stellaire particulièrement rapide de 1 800 km/s, mais paradoxalement son taux de perte de masse est l'un des plus bas connus parmi toutes les étoiles Wolf-Rayet. La combinaison d'une étoile Wolf-Rayet massive et d'une rotation rapide va probablement conduire à un sursaut gamma quand l'étoile terminera sa vie en explosant en supernova.
Une émission de rayons X a été détectée en provenance de WR 2, mais ces rayons pourraient ne pas être générés par la collision des vents stellaire avec leur milieu environnant comme c'est souvent le cas pour les étoiles massives.